# 西疆郡
西疆郡，中国南北朝时设置的郡。
北周置西疆郡，隶属于叠州。治所在合川县（今甘肃省迭部县西北白龙江北岸）。以西疆山为名。下辖合川县、叠川县、乐川县三县。隋文帝开皇三年（583年）废西疆郡，合川县、叠川县、乐川县直属叠州。